# Dílar
Dílar là một đô thị trong tỉnh Granada, Tây Ban Nha. Theo điều tra dân số 2005 (INE), đô thị này có dân số là 1620 người.
37°4′B 03°36′T / 37,067°B 3,6°T